# Laredo Ranchettes
Laredo Ranchettes is een plaats (census-designated place) in de Amerikaanse staat Texas, en valt bestuurlijk gezien onder Webb County.

## Demografie
Bij de volkstelling in 2000 werd het aantal inwoners vastgesteld op 1845.

## Geografie
Volgens het United States Census Bureau beslaat de plaats een oppervlakte van
62,7 km², waarvan 62,4 km² land en 0,3 km² water.

## Plaatsen in de nabije omgeving
De onderstaande figuur toont nabijgelegen plaatsen in een straal van 24 km rond Laredo Ranchettes.